# Cómplices
| Críticas profissionais | Críticas profissionais |
| Avaliações da crítica  | Avaliações da crítica  |
| Fonte                  | Avaliação              |
| ---------------------- | ---------------------- |
| Allmusic               | [ 1 ]                  |

Cómplices é o vigésimo álbum de estúdio do cantor mexicano Luis Miguel, lançado em 2008. Inicialmente, Cómplices era para ser um álbum de duetos, porém posteriormente a ideia foi descartada. 

## Faixas
| Cómplices — Edição standard |                       |                                     |         |  |
| N.º                         | Título                | Compositor(es)                      | Duração |  |
| 1.                          | "Te Desean"           | Manuel Alejandro                    | 4:26    |  |
| 2.                          | "Dicen"               | Alejandro                           | 3:20    |  |
| 3.                          | "Ay, Cariño"          | Alejandro                           | 4:18    |  |
| 4.                          | "De Nuevo el Paraíso" | Alejandro                           | 4:26    |  |
| 5.                          | "Si Tú Te Atreves"    | Alejandro                           | 3:54    |  |
| 6.                          | "Amor a Mares"        | Alejandro                           | 4:41    |  |
| 7.                          | "Estrenando Amor"     | Alejandro Pepe Dougan Victor Feijóo | 3:50    |  |
| 8.                          | "Bravo, Amor, Bravo"  | Alejandro                           | 5:36    |  |
| 9.                          | "Tu Imaginación"      | Alejandro Dougan Feijóo             | 3:55    |  |
| 10.                         | "Cómplices"           | Alejandro                           | 4:30    |  |
| 11.                         | "Amor de Hecho"       | Alejandro                           | 4:23    |  |
| 12.                         | "Se Amaban"           | Alejandro                           | 4:12    |  |
| Duração total:              | Duração total:        | Duração total:                      | 51:43   |  |

| Cómplices — Edição especial (CD) |                          |                         |         |  |
| N.º                              | Título                   | Compositor(es)          | Duração |  |
| 13.                              | "Disfraces"              | Alejandro               | 3:23    |  |
| 14.                              | "Tu Imaginación (Remix)" | Alejandro Dougan Feijóo | 4:39    |  |
| Duração total:                   | Duração total:           | Duração total:          | 59:05   |  |

| Cómplices — Edição especial (DVD) |                    |                |         |  |
| N.º                               | Título             | Diretor(res)   | Duração |  |
| 1.                                | "Si Tú te Atreves" | Rebecca Blake  | 3:58    |  |
| 2.                                | "Te Desean"        | Blake          | 4:31    |  |
| Duração total:                    | Duração total:     | Duração total: | 67:34   |  |

## Singles
| #  | Título             | EUA | LATIN POP | MEX REG |
| -- | ------------------ | --- | --------- | ------- |
| 1. | "Si Tu Te Atreves" | #11 | #4        | #25     |

## Prêmios e indicações
Em 2009, o álbum recebeu uma indicação ao Grammy Awards na categoria "Melhor Álbum de Pop Latino".

## Charts
| Chart (2008)                      | Posição |
| --------------------------------- | ------- |
| Argentina (CAPIF Top 20)          | 2       |
| Billboard 200                     | 10      |
| Billboard European Top 100 Albums | 39      |
| Billboard Latin Pop Albums        | 1       |
| Billboard Top Internet Albums     | 10      |
| Billboard Top Latin Albums        | 1       |
| Colômbia (IFPI)                   | 1       |
| Espanha (PROMUSICAE Top 100)      | 1       |
| México (AMPROFON Top 100)         | 1       |

## Vendas e certificações
| Região | Certificação | Vendas/distribuição |
| --- | ------------ | ------------------- |
| Argentina (CAPIF) | 2x Platina   | 80.000x             |
| Espanha (PROMUSICAE) | Ouro         | 40.000^             |
| EUA (RIAA) | Platina      | 100.000^            |
| México (AMPROFON) | Diamante     | 400.000^            |
| *vendas baseadas apenas na certificação ^distribuições baseadas apenas na certificação xdistribuições não-especificadas baseadas apenas na certificação |              |                     |